# Little Stirrup Cay
Little Stirrup Cay är en ö i Bahamas.   Den ligger i distriktet Berry Islands District, i den nordvästra delen av landet, 100 km nordväst om huvudstaden Nassau.